# 南欽鐵路

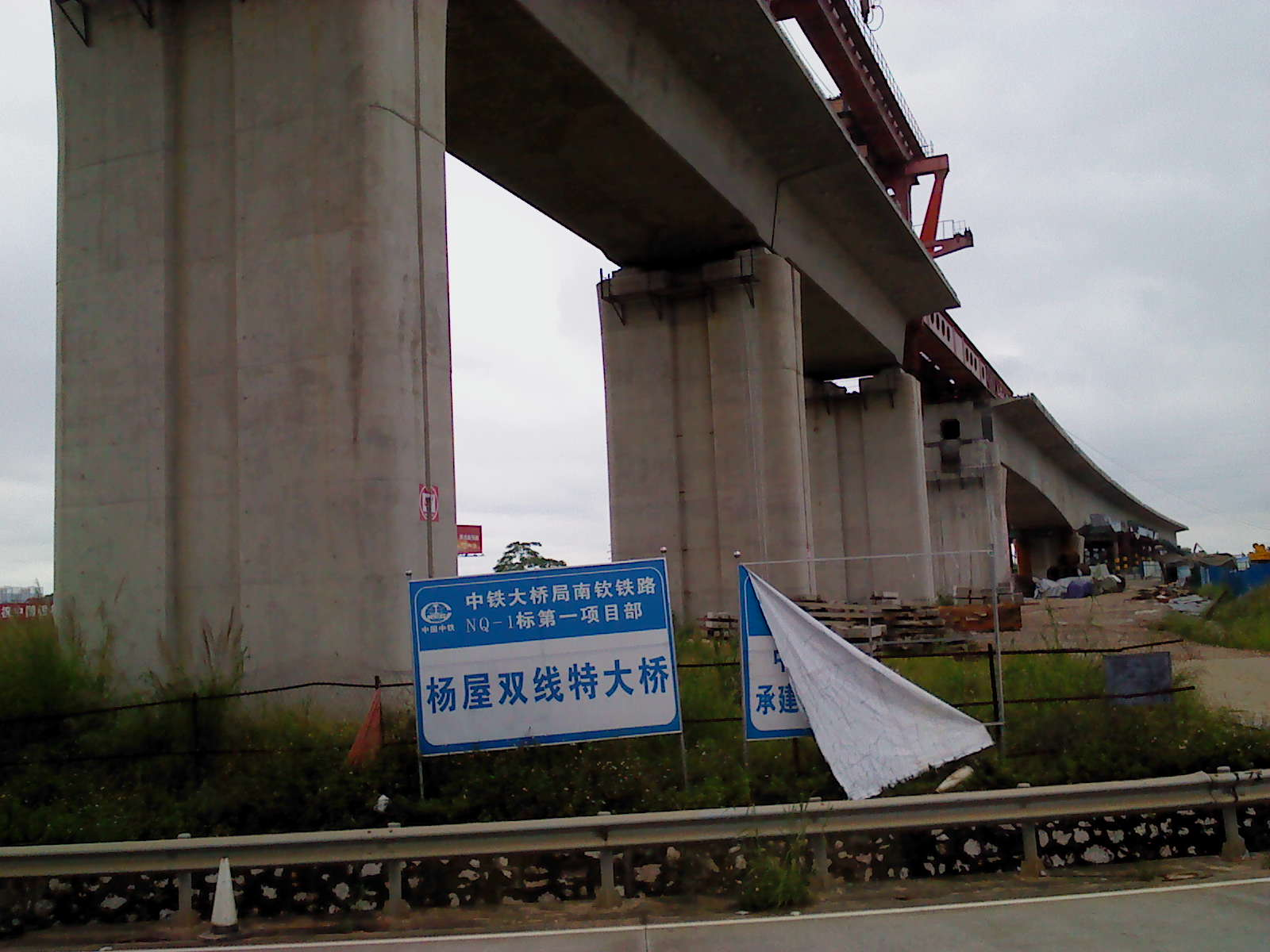
興建中高架橋

南欽鐵路，又称南钦高速铁路，是中华人民共和国广西壮族自治区境内的一條高速鐵路，始於首府南宁市，终於钦州市，正线總長99公里，设计时速250公里。该铁路是广西沿海高速铁路的组成部分，与钦北高速铁路合称邕北线，可弥補最高限速70公里的南防鐵路的不足。

## 简介
南钦铁路於南寧東站與貴南客運專線貫通，向東出發，之後南轉與南欽南廣聯絡線會合，经三岸邕江特大桥跨邕江后沿兰海高速公路東侧一路南行，最後到達新建的欽州北站，全长99公里，为国铁Ⅰ级双线电气化铁路。线路於2009年8月23日正式开工建设，2012年底基本建成，2013年12月30开通运营，共设南宁东、五象、大塘、小董西、钦州北5个车站，其中五象站为预留站，大塘、小董西、钦州北为越行站。
作为广西沿海铁路的重要组成部分，南钦铁路全面建成通车后，北部湾经济区可实现1小时经济圈。同时其南接北部湾港口群，北端通过南昆铁路和云桂铁路可直达贵州西部和云南地区，通过柳南城际铁路、黔桂铁路及渝黔铁路等线可通达贵州中部及重庆、四川和西北地区，因而是中国西部地区出海便捷通道的重要组成部分。

## 主要技术指标
- 铁路等级：国铁Ⅰ级
- 正线数目：双线
- 基础设施设计速度：250 km/h
- 最小曲线半径：4500 m
- 限制坡度：6‰
- 牵引种类：电力牵引
- 桥隧比例：56.6%
- 牵引质量：4000t
- 到发线有效长度：850 m
- 闭塞类型：自动闭塞
- 建筑限界：满足开行双层集装箱列车运输要求